# 阿蒙蒂斯堑沟群
阿蒙蒂斯堑沟群（Amenthes Fossae）是位于火星阿蒙蒂斯区的一系列的槽沟，其中心坐标为北纬9.07度和西经102.68度，长约850公里，其名称取古典反照率特征，该古典反照率特征名称来自古埃及神话中死者灵魂的去往之地阿蒙蒂斯或冥界。1976年，“阿蒙蒂斯堑沟群”名称被国际天文联合会正式接受。
在使用与火星相关的地理术语时，“堑沟群”（fossae）一词用于表示大型槽沟。槽沟有时也称为地堑，当地壳拉伸至断裂时，会形成两个断裂块，中间部分向下沉落，沿两侧留下陡峭的悬崖；当拉伸过程中地面塌陷到空腔中时，往往会形成一排陷坑。

## 另请查看
- 堑沟
- 火星地质
- 高分辨率成像科学设备
- HiWish计划